# Gottlob (Timiș)
Pour les articles homonymes, voir Gottlob.
Gottlob (en hongrois : Kisősz, en allemand : Gottlob) est une commune du județ de Timiș en Roumanie.